# Anna Nerkagui
Œuvres principales
- Aniko du clan Nogo (1978)
- Ilir (1983)
- Le lichen blanc
- (le) Silencieux

Anna Nerkagui (en russe : Áнна Пáвловна Нéркаги ; Anna Pavlovna Nerkagi), née le 12 décembre 1952 dans une zone proche de la mer de Kara dans la péninsule de Yamal, est une écrivaine nénètse.

## Biographie
Anna Nerkagui est née 12 décembre 1952 dans la péninsule de Yamal, plus précisément dans la zone polaire de l'Oural non loin de la mer de Kara,. Issue d'une communauté nénètse, ses parents sont éleveurs de rennes. Afin d'étudier, elle est envoyée durant l'année dans un internat en ville et ne rejoint sa famille à Laborovaia que durant les vacances scolaires.
Après une scolarité exemplaire, elle entre à l'université de Tioumen en 1970 et obtient son diplôme en 1974,. Elle commence à écrire dans le courant des années 1970, après avoir contracté la tuberculose et disposé de temps libre.
Elle publie une première nouvelle en 1978, Aniko du clan Nogo, qui est remarquée par la critique soviétique. Elle accède ainsi à l'Union des écrivains soviétiques et une première reconnaissance littéraire,.
En 1980 après le décès de sa mère, elle quitte la ville avec son époux et retourne vivre dans la toundra auprès de son père. Le couple adopte le mode de vie traditionnel nénètse et élève des rennes. Toutefois, Anna Nerkagui continue d'écrire les premières années. En 1983, elle publie une seconde nouvelle, Ilir.
Les années suivantes, Anna Nerkagui cesse d'écrire et se consacre entièrement à la vie nomade et traditionnelle nénètse, considérant que la littérature ne parviendra pas à préserver sa culture ethnique,. Elle adopte une fille mais celle-ci meurt encore jeune. Pour surmonter la souffrance causée par ce décès, défendre la culture nénètse et aider les orphelins de son peuple, Anna Nerkagui créée une communauté destinée à accueillir et éduquer des orphelins nénètses.
La communauté, située à Laborovaia, comprend une quarantaine de personnes et articule le mode de vie nénètse et la religion orthodoxe. Une église orthodoxe a été construite sur le site de regroupement bien que les membres de la collectivité adoptent un mode de vie marqué par des moments de nomadisme. Respectant le mode de vie traditionnel et simple des nénètse, le partage, le travail quotidien de tous - quel que soit l'âge ou le genre - au bénéfice de la communauté sont mis en avant et la communauté assure sa propre subsistance. La religion est vécue principalement pour ses aspects sociaux et communautaires, comme l'éducation, le respect de la Nature ou l'adoption de comportements sains (lutte contre l'alcoolisme, etc.),.
Au milieu des années 1990, Anna Nerkagui reprend l'écriture. Elle publie deux autres nouvelles : Le Lichen blanc puis (le) Silencieux. Elle décide de cesser toute nouvelle activité littéraire par la suite.
En 2015, l'université fédérale de l'Oural propose la candidature d'Anna Nerkagui au prix Nobel de littérature.

## Littérature
Anna Nerkagui écrit en langue russe. Elle justifie son choix par des considérations universalistes : elle souhaite inscrire son peuple et la culture nénètse dans l'ensemble des cultures humaines et estime que le russe est un vecteur linguistique plus adapté à cette dimension universelle.
L’œuvre d'Anna Nerkagui est constituée de nouvelles,. Celles-ci sont en partie autobiographiques et reprennent des thèmes typiques de la société moderne nénètse comme les tensions entre la vie en ville et dans la toundra, le déplacement ou la famille,. Ainsi, le sujet d'Aniko du clan Nogo est celui d'un nénètse citadin retournant à la vie nomade et réapprenant la vie ancestrale de ses ancêtres. En contrepied, sa dernière nouvelle raconte l'autodestruction d'un citadin, sans repères dans un monde dystopique,.
Les thèmes de la disparition et de la préservation de la culture nénètse est le fil rouge des ouvrages d'Anna Nerkagui. Tout au long de sa vie nomade ou littéraire, l'écrivaine articule le mode de vie et les valeurs traditionnelles nénètses avec la préservation de cette culture.
Les œuvres d'Anna Nerkagui ont été traduites dans plusieurs langues, dont le français.
Plusieurs spécialistes considèrent Anna Nerkagui comme la voix du peuple nénètse.

## Œuvre
- Aniko du clan Nogo
- Ilir
- Le Lichen blanc
- (le) Silencieux

## Hommages
Alexander Bogatyrev réalise un documentaire centré sur Anna Nerkagui.
La réalisatrice Ekaterina Golovnia a réalisé un film-documentaire consacré à Anna Nerkagui : « Nerkagui ». Le film a obtenu grand prix du festival Radonej (édition 2012),.